# Hermann, Prinț de Hohenlohe-Langenburg
Hermann Ernst Franz Bernhard VI, Fürst zu Hohenlohe-Langenburg (31 august 1832 – 9 martie 1913) a fost al doilea fiu al lui Ernst I, Prinț de Hohenlohe-Langenburg și a soției acestuia, Prințesa Feodora de Leiningen, sora vitregă a reginei Victoria a Regatului Unit.
La 21 aprilie 1860 a devenit al 6-lea Prinț de Hohenlohe-Langenburg (Fürst zu Hohenlohe-Langenburg), când fratele lui mai mare a renunțat la drepturile sale asupra tronului. A murit la 9 martie 1913 la Langenburg, regatul Württemberg (în prezent Baden-Württemberg, Germania).
Prințul Hermann s-a căsătorit la 24 septembrie 1862 la Karlsruhe cu Prințesa Leopoldine de Baden (1837-1903), fiica cea mică a Prințului Wilhelm de Baden (1792-1859) și a Ducesei Elisabeta Alexandrine de Württemberg (1802-1864). Ei au avut trei copii:
- Prințul Ernest William Frederick Maximilian Charles de Hohenlohe-Langenburg (1863-1950); a succedat tatălui său ca Ernst al II-lea, s-a căsătorit în 1896 cu Prințesa Alexandra de Saxa-Coburg și Gotha (1878-1942), au avut copii.
- Prințesa Elise Victoria Feodora Sophie Adelheid de Hohenlohe-Langenburg (1864-1929); s-a căsătorit în 1884 cu Heinrich al XXVII-lea, Prinț Reuss (1858-1928), au avut copii.
- Prințesa Feodora de Hohenlohe-Langenburg (1866-1932);  s-a căsătorit în 1894 cu Emich, al 5-lea Prinț de Leiningen (1866-1939), au avut copii.